# 이치시정
이치시정(一志町)은 미에현 이치시군에 설치되었던 정이다. 2006년 1월 1일에 구 쓰시를 포함한 10시정촌에 합병해 신・쓰시가 되어, 이치시정은 폐지되었다.

## 지리
미에현 나카세 지방의 내륙부에 있었다. 정역의 약 53%를 산림이 차지하고 있었다.

## 역사
- 1955년 1월 15일 - 오이촌, 하세촌, 가와이촌, 다카오카촌이 합병해 성립하였다.
- 2006년 1월 1일 - 쓰시, 히사이시, 아게군, 게이노정, 가와게정, 미사토촌, 아노정, 이치시군, 가라스정, 하쿠산정, 미스기촌과 합병해 새로운 쓰시가 성립하였다. 동일 게이노정은 폐지되었다.

## 교통

### 철도
- 긴키 닛폰 철도
  - 오사카 선

- 도카이 여객철도
  - 기세 본선